# Birmania en los Juegos Olímpicos de Sídney 2000
Birmania estuvo representada en los Juegos Olímpicos de Sídney 2000 por siete deportistas, un hombre y seis mujeres, que compitieron en cuatro deportes.
El portador de la bandera en la ceremonia de apertura fue el atleta Maung Maung Nge. El equipo olímpico birmano no obtuvo ninguna medalla en estos Juegos.